# ラウタロ・モラレス
ラウタロ・モラレス（Lautaro Morales，1999年12月16日 - ）は、アルゼンチン・キルメス出身のサッカー選手。CAラヌース所属。ポジションはゴールキーパー。

## 経歴

### クラブ
2011年にCAラヌースのユースチームに加入した。2019-20シーズンに、トップチームに昇格したが、そのシーズンは出場機会が無く、28試合にベンチ入りした。
2020年10月28日、コパ・スダメリカーナのサンパウロFC戦でプロデビューを果たした。

### 代表
世代別代表の招集経験の無かった2017年に、ブラジル代表とシンガポール代表との親善試合に臨むアルゼンチン代表のトレーニングに招集された。
2019年、チリで開催された2019 南米ユース選手権のメンバーに選出された。出場機会は無かったが、大会での9試合全てでベンチ入りを果たし、チームはFIFA U-20ワールドカップの出場権を獲得した。しかし、U-20ワールドカップのメンバーには選出されなかった。

## 人物・エピソード
2020年9月、新型コロナウイルス感染症に感染し、隔離された。